# Distrito de Shōzu
El distrito de Shōzu (小豆郡 Shōzu-gun?) es un distrito localizado en la prefectura de Kagawa, Japón. En octubre de 2019 tenía una población estimada de 26.966 habitantes y una densidad de población de 159 personas por km². Su área total es de 169,97 km².

## Localidades
- Shōdoshima
- Tonoshō